# Masdevallia triangularis
Espèce
Statut CITES
Masdevallia triangularis est une espèce d'orchidées du genre Masdevallia originaire d'Amérique du Sud.